# Unbreakable World Tour
L'Unbreakable World Tour è stato il settimo tour della cantante statunitense Janet Jackson, realizzato per la promozione dell'album in studio Unbreakable dell'ottobre 2015.
Debuttò il 31 agosto 2015 a Vancouver, Canada, e toccò Stati Uniti, Giappone e Emirati Arabi Uniti, concludendosi a Dubai il 26 marzo 2016.

## Descrizione

### Annuncio
Il 16 maggio 2015, giorno del suo compleanno, e a sette anni dal suo ultimo album di inediti e quattro di assenza dalle scene, Janet Jackson annunciò l'uscita di un nuovo album e un nuovo tour mondiale a seguire::
(Janet Jackson, 16 maggio 2015)
I biglietti per le prime 36 date americane furono prenotabili dal 15 giugno e acquistabili dal 22 giugno.
I concerti europei, in seguito annullati, sarebbero dovuti partire il 30 marzo 2016 presso la Barclaycard Arena di Birmingham e sarebbero dovuti passare dalla O2 Arena di Londra e poi toccare altre città nel continente.

### Struttura

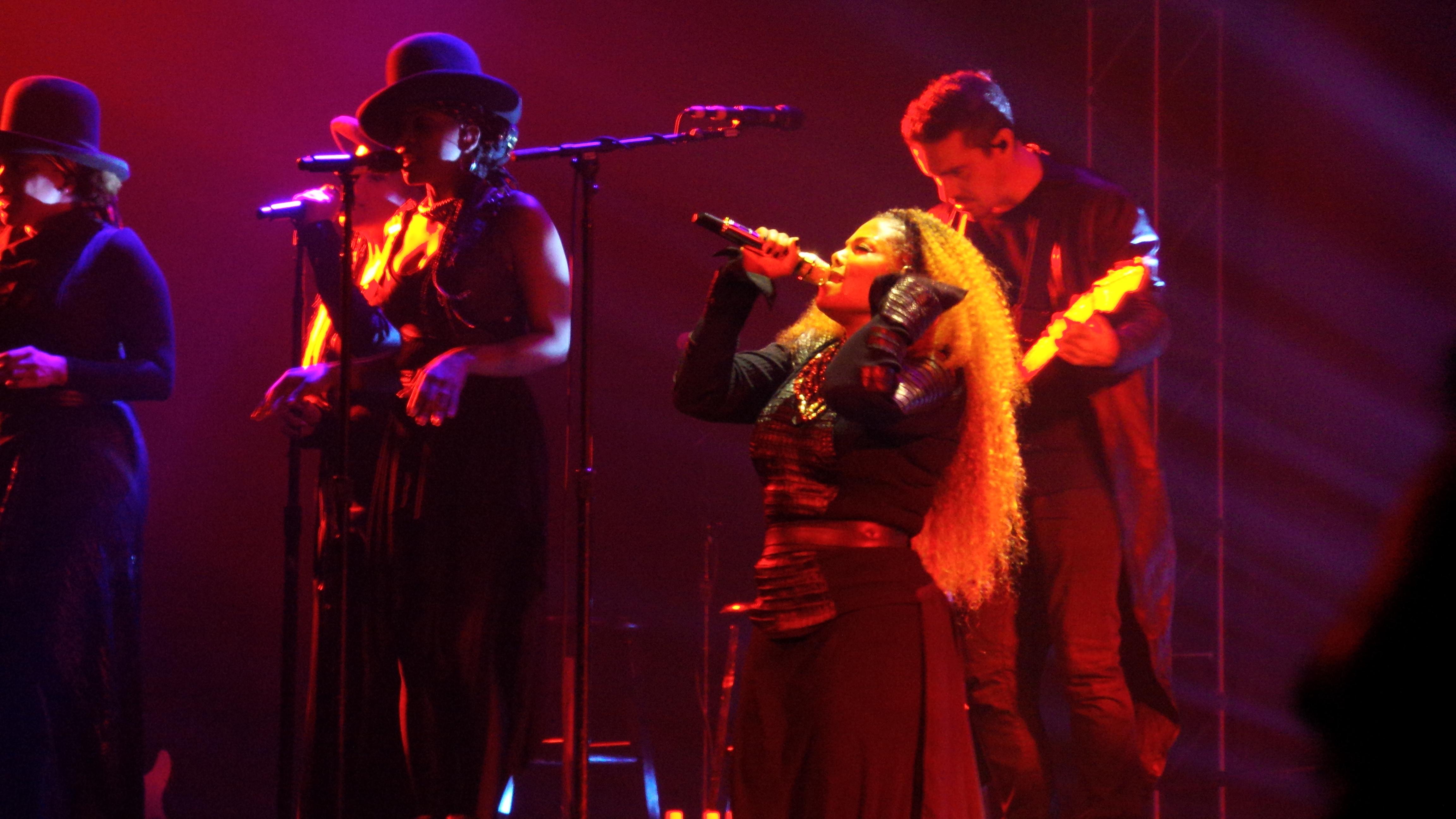
La cantante sul palco circondata da coristi e musicisti.

Lo spettacolo fu ideato, creato e diretto da Janet Jackson. Gil Duldulao fu il direttore creativo, il progetto di produzione fu affidato a LeRoy Bennett e Cory FitzGerald della Seven Design Works. FitzGerald si occupò anche di progettare e programmare l'illuminazione. Whitney Hoversten fu il tecnico delle luci e Ryan Tilke dell'attrezzatura per le luci. La programmazione dei media fu gestita da Joe Bay.
La differenza principale tra questo tour e i precedenti della cantante stava nella struttura minimalista ed essenziale della messa in scena: nessun cambio di costumi tra una canzone e l'altra, Jackson e le sue ballerine indossavano abiti o completamente bianchi o completamente neri a seconda delle tappe; schermi con immagini astratte in bianco e nero; pochissimi effetti speciali, esplosioni o fuochi d'artificio. L'attenzione era concentrata su musica, luci e coreografie. L'unica nota di colore erano le luci variopinte e abbaglianti sulla popstar.

### Svolgimento spettacolo

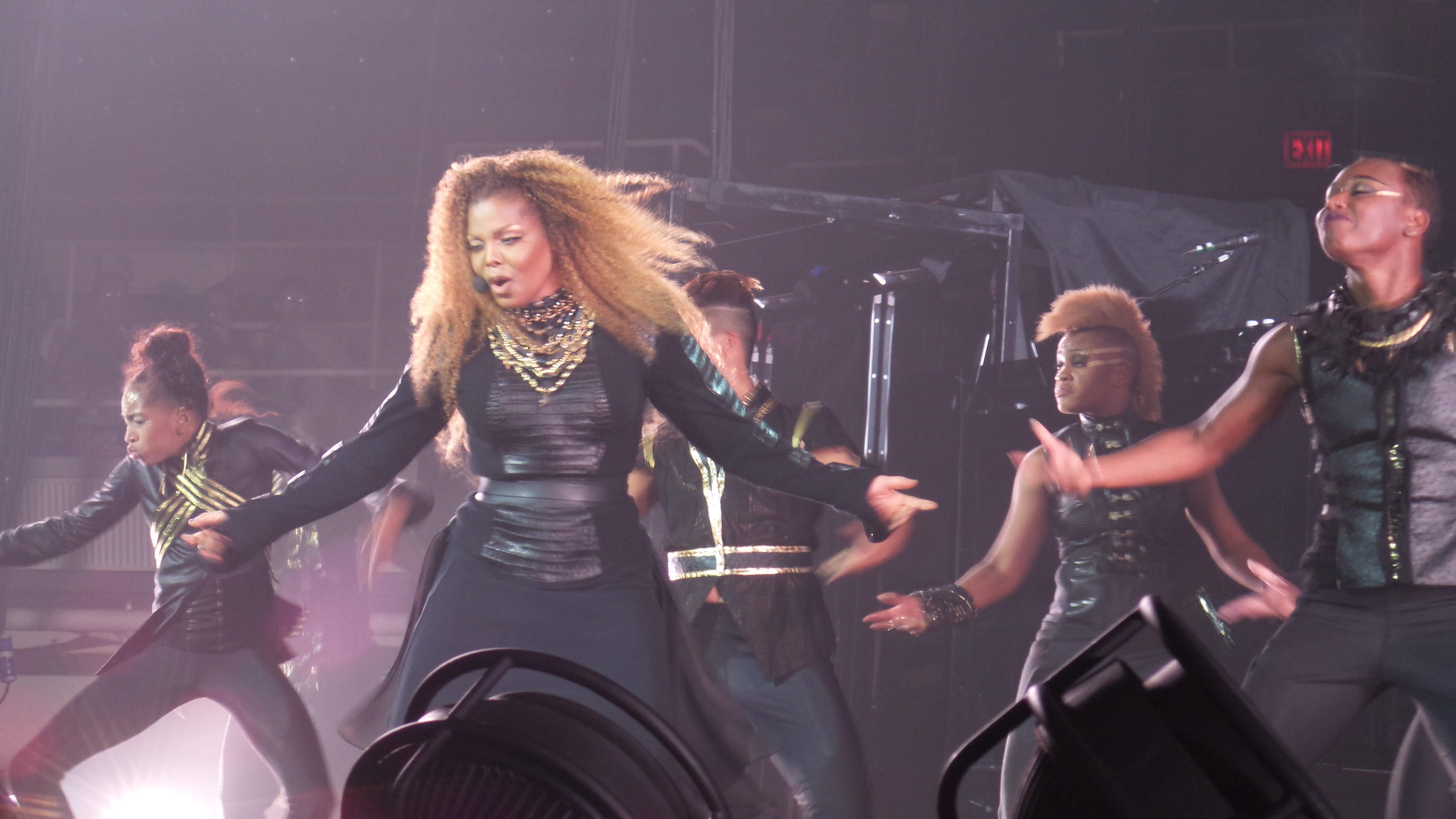
Janet Jackson sul palco nel 2015, con alcune sue ballerine, durante una delle tre tappe a Honolulu, Hawaii.

Lo spettacolo si apriva con un videoclip in bianco e nero proiettato su dei teloni davanti al palco che mostrava delle aquile in volo, accompagnate da delle parole di Janet Jackson, che si univano a formare un'unica sagoma di grande aquila che, spalancate le ali, lasciava il suo posto alla silhouette dell'artista, proiettata tramite un gioco di ombre cinesi sul telone principale. Sollevatosi il telone la cantante appariva sul palco intonando Burnitup! accompagnata da un video sugli schermi che mostrava la rapper Missy Elliott, con la quale "duettava" virtualmente nel pezzo. La cantante veniva poi raggiunta dalle sue ballerine e iniziava una coreografia.
Nella scaletta si alternavano i suoi successi, a volte eseguiti per intero, altre fusi in dei medley; come quello di Scream verso la fine, accompagnata dalla voce campionata e dalle immagini del fratello Michael Jackson, e Rhythm Nation, dove la cantante veniva raggiunta da ulteriori ballerini e si ricreavano le atmosfere del videoclip originario. Tra le canzoni del nuovo album Unbreakable, oltre al brano di apertura, erano presenti After You Fall, No Sleeep, Night, Shoulda Known Better e la title track Unbreakable, con la quale il concerto si chiudeva.

### Successo commerciale
Secondo i resoconti di vendita di Live Nation l'88% dei biglietti delle prime tappe, agosto/novembre 2015, fu acquistato in due settimane dopo la messa in vendita, quasi l'80% di quelli della seconda parte, gennaio/marzo 2016, fu venduto in soli due giorni. Inoltre furono aggiunti dei concerti supplementari in alcune località dove i biglietti erano stati rapidamente esauriti, come a Honolulu, Hawaii, e a Chicago. Il tour stabilì il record per il più veloce tutto esaurito a Bethlehem, Pennsylvania, con 2.400 biglietti in 30 minuti. Divenne la decima tournée del 2015 per popolarità secondo StubHub, un sito di rivendita dei biglietti. La prima serie di concerti, inclusi i primi 33 tra il 31 agosto e il 22 novembre 2015, incassò 15 milioni di dollari.

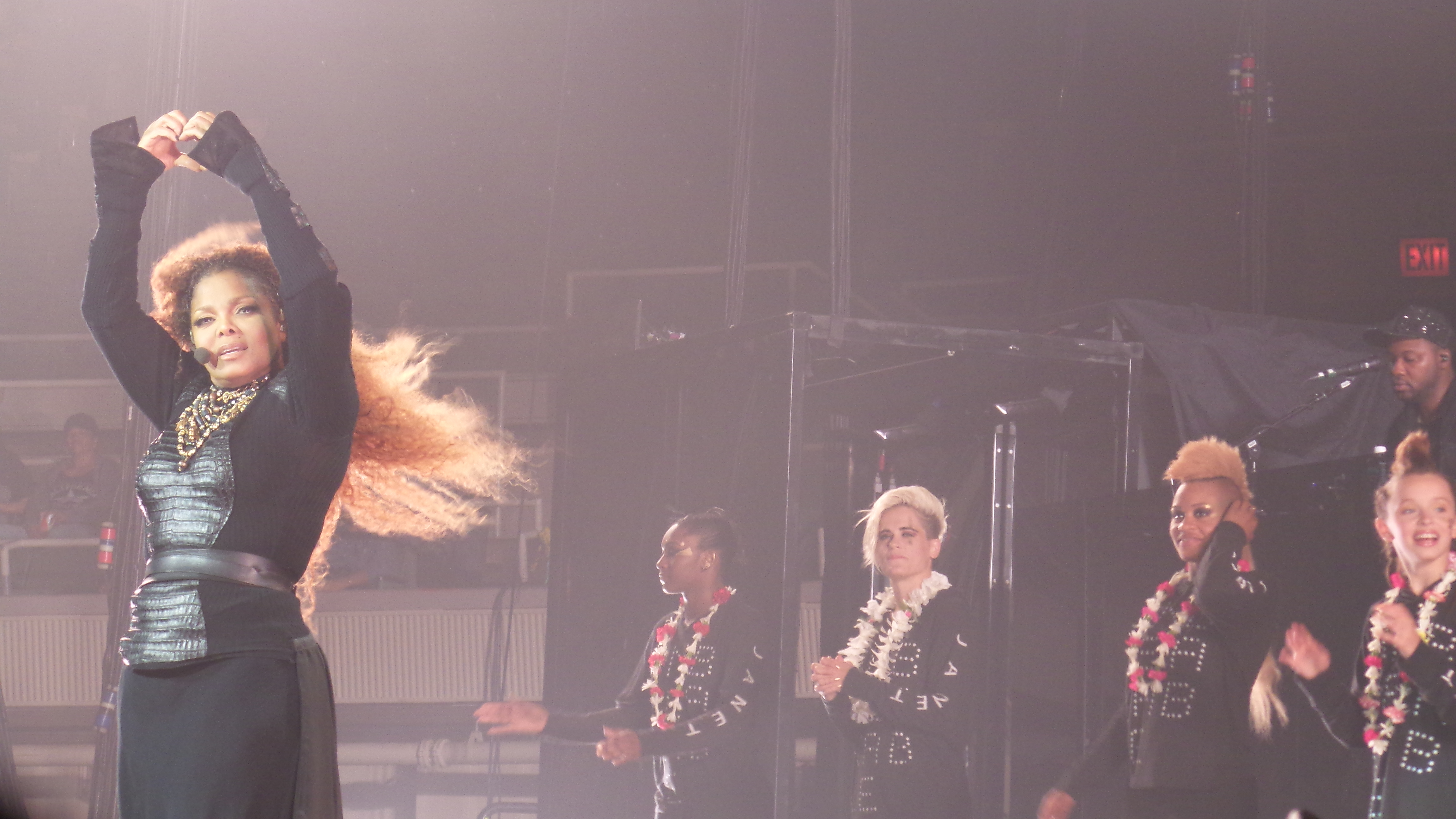
La cantante mentre saluta e ringrazia il suo pubblico a fine concerto.

### Date cancellate o rinviate
Alcune tappe furono cancellate a causa di problemi alle corde vocali della cantante che richiedevano un piccolo intervento chirurgico. Il 6 aprile 2016 la cantante comunicò tramite le pagine dei suoi siti web ufficiali che per il momento il tour era da considerarsi cancellato o rimandato a data da destinarsi perché al momento si trovava in procinto di mettere su famiglia con il marito, lasciando intendere che i vari problemi di salute che l'avevano afflitta durante la tournée fossero causati semplicemente da una gravidanza.

### Chiusura definitiva e annuncio nuovo tour
Il 1º maggio 2017 la cantante annunciò infine che l’Unbreakable World Tour, con 39 tappe effettuate e oltre 70 annullate, era ormai da considerarsi concluso e che avrebbe presto intrapreso una serie di concerti basati su un nuovo spettacolo, partendo da alcune città i cui spettacoli erano stati precedentemente cancellati. Si sarebbe chiamato State of the World Tour.

## Scaletta
1. Introduzione video
2. Burnitup!
3. Medley: Nasty/Feedback/Miss You Much/Alright/You Want This
4. Medley: Control/What Have You Done for Me Lately/The Pleasure Principle
5. Medley: Escapade/When I Think of You/All for You
6. All Nite (Don't Stop)
7. Love Will Never Do (Without You)
8. Intermissione DJ
9. After You Fall
10. Medley: Again/Come Back to Me/Let's Wait Awhile/I Get Lonely
11. Any Time, Any Place
12. No Sleeep
13. Got 'til It's Gone
14. That's the Way Love Goes
15. Together Again
16. The Best Things in Life Are Free
17. Throb
18. Night
19. Black Cat
20. If
21. Medley: Scream/Rhythm Nation
22. Shoulda Known Better
23. Unbreakable

## Date concerti
| Data              | Città            | Stato               | Luogo                                    |                  |                  |                  |
| America del Nord  | America del Nord | America del Nord    | America del Nord                         | America del Nord | America del Nord | America del Nord |
| ----------------- | ---------------- | ------------------- | ---------------------------------------- | ---------------- | ---------------- | ---------------- |
| 31 agosto 2015    | Vancouver        | Canada              | Rogers Arena                             |                  |                  |                  |
| 2 settembre 2015  | Calgary          | Canada              | Scotiabank Saddledome                    |                  |                  |                  |
| 4 settembre 2015  | Edmonton         | Canada              | Rexall Place                             |                  |                  |                  |
| 5 settembre 2015  | Grande Prairie   | Canada              | Revolution Place                         |                  |                  |                  |
| 7 settembre 2015  | Saskatoon        | Canada              | SaskTel Centre                           |                  |                  |                  |
| 8 settembre 2015  | Winnipeg         | Canada              | MTS Centre                               |                  |                  |                  |
| 11 settembre 2015 | Grand Rapids     | Stati Uniti         | Van Andel Arena                          |                  |                  |                  |
| 12 settembre 2015 | Cincinnati       | Stati Uniti         | PNC Pavilion                             |                  |                  |                  |
| 15 settembre 2015 | Toronto          | Canada              | Air Canada Centre                        |                  |                  |                  |
| 17 settembre 2015 | Raleigh          | Stati Uniti         | Walnut Creek Amphitheatre                |                  |                  |                  |
| 18 settembre 2015 | Charlotte        | Stati Uniti         | PNC Music Pavilion                       |                  |                  |                  |
| 20 settembre 2015 | Miami            | Stati Uniti         | American Airlines Arena                  |                  |                  |                  |
| 23 settembre 2015 | Orlando          | Stati Uniti         | Amway Center                             |                  |                  |                  |
| 24 settembre 2015 | Tampa            | Stati Uniti         | Amalie Arena                             |                  |                  |                  |
| 26 settembre 2015 | Atlanta          | Stati Uniti         | Delta Classic Chastain Park Amphitheater |                  |                  |                  |
| 27 settembre 2015 | Nashville        | Stati Uniti         | Ascend Amphitheater                      |                  |                  |                  |
| 29 settembre 2015 | Memphis          | Stati Uniti         | FedExForum                               |                  |                  |                  |
| 30 settembre 2015 | New Orleans      | Stati Uniti         | Smoothie King Center                     |                  |                  |                  |
| 13 ottobre 2015   | San Francisco    | Stati Uniti         | Bill Graham Civic Auditorium             |                  |                  |                  |
| 14 ottobre 2015   | San Francisco    | Stati Uniti         | Bill Graham Civic Auditorium             |                  |                  |                  |
| 16 ottobre 2015   | Inglewood        | Stati Uniti         | The Forum                                |                  |                  |                  |
| 17 ottobre 2015   | San Diego        | Stati Uniti         | Viejas Arena                             |                  |                  |                  |
| 19 ottobre 2015   | Phoenix          | Stati Uniti         | Comerica Theatre                         |                  |                  |                  |
| 21 ottobre 2015   | Santa Barbara    | Stati Uniti         | Santa Barbara Bowl                       |                  |                  |                  |
| 22 ottobre 2015   | Santa Barbara    | Stati Uniti         | Santa Barbara Bowl                       |                  |                  |                  |
| 27 ottobre 2015   | Kansas City      | Stati Uniti         | Sprint Center                            |                  |                  |                  |
| 29 ottobre 2015   | St. Louis        | Stati Uniti         | Chaifetz Arena                           |                  |                  |                  |
| 30 ottobre 2015   | Omaha            | Stati Uniti         | CenturyLink Center Omaha                 |                  |                  |                  |
| 1 novembre 2015   | Minneapolis      | Stati Uniti         | Target Center                            |                  |                  |                  |
| 3 novembre 2015   | Chicago          | Stati Uniti         | Chicago Theatre                          |                  |                  |                  |
| 4 novembre 2015   | Chicago          | Stati Uniti         | Chicago Theatre                          |                  |                  |                  |
| 6 novembre 2015   | Chicago          | Stati Uniti         | Chicago Theatre                          |                  |                  |                  |
| 12 novembre 2015  | Honolulu         | Stati Uniti         | Blaisdell Arena                          |                  |                  |                  |
| 13 novembre 2015  | Honolulu         | Stati Uniti         | Blaisdell Arena                          |                  |                  |                  |
| 15 novembre 2015  | Honolulu         | Stati Uniti         | Blaisdell Arena                          |                  |                  |                  |
| Asia              |                  |                     |                                          |                  |                  |                  |
| 19 novembre 2015  | Osaka            | Giappone            | Intex Osaka                              |                  |                  |                  |
| 21 novembre 2015  | Saitama          | Giappone            | Saitama Super Arena                      |                  |                  |                  |
| 22 novembre 2015  | Saitama          | Giappone            | Saitama Super Arena                      |                  |                  |                  |
| 26 marzo 2016     | Dubai            | Emirati Arabi Uniti | Meydan Racecourse                        |                  |                  |                  |

### Date cancellate
| 30 gennaio 2016  | Lexington        | Stati Uniti | Rupp Arena                               |
| Europa           |                  |             |                                          |
| 30 marzo 2016    | Birmingham       | Inghilterra | Barclaycard Arena                        |
| 31 marzo 2016    | Londra           | Inghilterra | The O2 Arena                             |
| 2 aprile 2016    | Dublino          | Irlanda     | 3Arena                                   |
| 4 aprile 2016    | Glasgow          | Scozia      | The SSE Hydro                            |
| 5 aprile 2016    | Manchester       | Inghilterra | Manchester Arena                         |
| 10 aprile 2016   | Parigi           | Francia     | Bercy Arena                              |
| 11 aprile 2016   | Zurigo           | Svizzera    | Hallenstadion                            |
| 13 aprile 2016   | Amburgo          | Germania    | Barclaycard Arena                        |
| 14 aprile 2016   | Francoforte      | Germania    | Festhalle Frankfurt                      |
| 16 aprile 2016   | Düsseldorf       | Germania    | Mitsubishi Electric Halle                |
| 18 aprile 2016   | Berlino          | Germania    | Max-Schmeling-Halle                      |
| 20 aprile 2016   | Praga            | Rep. Ceca   | O2 Arena                                 |
| 23 aprile 2016   | Tallinn          | Estonia     | Saku Suurhall                            |
| 25 aprile 2016   | Helsinki         | Finlandia   | Hartwall Arena                           |
| 27 aprile 2016   | Stoccolma        | Svezia      | Hovet                                    |
| 28 aprile 2016   | Oslo             | Norvegia    | Oslo Spektrum                            |
| 30 aprile 2016   | Copenaghen       | Danimarca   | Forum Copenhagen                         |
| 2 maggio 2016    | Amsterdam        | Paesi Bassi | Ziggo Dome                               |
| 3 maggio 2016    | Anversa          | Belgio      | Sportpaleis                              |
| America del Nord |                  |             |                                          |
| 14 maggio 2016   | Las Vegas        | Stati Uniti | MGM Grand Garden Arena                   |
| 19 maggio 2016   | Concord          | Stati Uniti | Concord Pavilion                         |
| 21 maggio 2016   | Los Angeles      | Stati Uniti | Hollywood Bowl                           |
| 24 maggio 2016   | Albuquerque      | Stati Uniti | Isleta Amphitheater                      |
| 26 maggio 2016   | Austin           | Stati Uniti | Frank Erwin Center                       |
| 28 maggio 2016   | Lafayette        | Stati Uniti | Cajundome                                |
| 29 maggio 2016   | Birmingham       | Stati Uniti | Legacy Arena                             |
| 31 maggio 2016   | Little Rock      | Stati Uniti | Verizon Arena                            |
| 2 giugno 2016    | Moline           | Stati Uniti | iWireless Center                         |
| 4 giugno 2016    | Rosemont         | Stati Uniti | Allstate Arena                           |
| 5 giugno 2016    | Milwaukee        | Stati Uniti | BMO Harris Bradley Center                |
| 7 giugno 2016    | Toledo           | Stati Uniti | Huntington Center                        |
| 8 giugno 2016    | Louisville       | Stati Uniti | KFC Yum! Center                          |
| 10 giugno 2016   | Norfolk          | Stati Uniti | Scope Arena                              |
| 11 giugno 2016   | Atlantic City    | Stati Uniti | Boardwalk Hall                           |
| 14 giugno 2016   | Hershey          | Stati Uniti | Giant Center                             |
| 15 giugno 2016   | Rochester        | Stati Uniti | Blue Cross Arena                         |
| 17 giugno 2016   | Montréal         | Canada      | Bell Centre                              |
| 18 giugno 2016   | London           | Canada      | Budweiser Gardens                        |
| 21 giugno 2016   | Manchester       | Stati Uniti | Verizon Wireless Arena                   |
| 22 giugno 2016   | Providence       | Stati Uniti | Dunkin' Donuts Center                    |
| 24 giugno 2016   | Holmdel          | Stati Uniti | PNC Bank Arts Center                     |
| 25 giugno 2016   | Wantagh          | Stati Uniti | Nikon at Jones Beach Theater             |
| 29 giugno 2016   | Salt Lake City   | Stati Uniti | Vivint Smart Home Arena                  |
| 1 luglio 2016    | Denver           | Stati Uniti | Pepsi Center                             |
| 3 luglio 2016    | Portland         | Stati Uniti | Moda Center                              |
| 5 luglio 2016    | Seattle          | Stati Uniti | KeyArena                                 |
| 7 luglio 2016    | Sacramento       | Stati Uniti | Sleep Train Arena                        |
| 8 luglio 2016    | Anaheim          | Stati Uniti | Honda Center                             |
| 11 luglio 2016   | San Antonio      | Stati Uniti | AT&T Center                              |
| 13 luglio 2016   | Houston          | Stati Uniti | Toyota Center                            |
| 15 luglio 2016   | Dallas           | Stati Uniti | American Airlines Center                 |
| 16 luglio 2016   | Tulsa            | Stati Uniti | BOK Center                               |
| 18 luglio 2016   | Kansas City      | Stati Uniti | Sprint Center                            |
| 20 luglio 2016   | St. Louis        | Stati Uniti | Chaifetz Arena                           |
| 22 luglio 2016   | Indianapolis     | Stati Uniti | Bankers Life Fieldhouse                  |
| 23 luglio 2016   | Auburn Hills     | Stati Uniti | The Palace of Auburn Hills               |
| 25 luglio 2016   | Columbus         | Stati Uniti | Value City Arena                         |
| 26 luglio 2016   | Pittsburgh       | Stati Uniti | Consol Energy Center                     |
| 4 agosto 2016    | Sunrise          | Stati Uniti | BB&T Center                              |
| 5 agosto 2016    | Jacksonville     | Stati Uniti | Jacksonville Veterans Memorial Arena     |
| 7 agosto 2016    | Atlanta          | Stati Uniti | Philips Arena                            |
| 9 agosto 2016    | Washington       | Stati Uniti | Verizon Center                           |
| 10 agosto 2016   | Winston-Salem    | Stati Uniti | Lawrence Joel Veterans Memorial Coliseum |
| 12 agosto 2016   | Columbia         | Stati Uniti | Colonial Life Arena                      |
| 14 agosto 2016   | Baltimora        | Stati Uniti | Royal Farms Arena                        |
| 15 agosto 2016   | Brooklyn         | Stati Uniti | Barclays Center                          |
| 17 agosto 2016   | Newark           | Stati Uniti | Prudential Center                        |
| 18 agosto 2016   | Boston           | Stati Uniti | TD Garden                                |
| 20 agosto 2016   | Bethlehem        | Stati Uniti | Sands Casino Resort Bethlehem            |
| 21 agosto 2016   | Hartford         | Stati Uniti | XL Center                                |
| 24 agosto 2016   | Filadelfia       | Stati Uniti | Wells Fargo Center                       |
| 26 agosto 2016   | Saratoga Springs | Stati Uniti | Saratoga Performing Arts Center          |
| 28 agosto 2016   | Cleveland        | Stati Uniti | Quicken Loans Arena                      |